# Giuseppe Petrosellini
Giuseppe Petrosellini (Tarquinia, 29 novembre 1727 – Roma, 1797 circa) è stato un librettista italiano.
Fu librettista al servizio della corte pontificia, nonché membro dell'Accademia dell'Arcadia e di molte altre accademie. Egli usava soprattutto scrivere commedie cariche di mascheramenti e intrighi, le quali vennero musicate dai più noti compositori d'opera della sua epoca e successivi, come Baldassarre Galuppi, Giuseppe Nicolini, Niccolò Piccinni, Pasquale Anfossi, Domenico Cimarosa, Giovanni Paisiello, Antonio Salieri, Wolfgang Amadeus Mozart.
Egli è noto soprattutto per aver scritto il dramma giocoso La finta giardiniera, musicato nel 1774 da Pasquale Anfossi e nel 1775 da Wolfgang Amadeus Mozart. Spesso è a lui attribuito il libretto    
del Barbiere di Siviglia, musicato nel 1782 da Giovanni Paisiello; questo libretto è più probabilmente opera di un anonimo librettista francofono, come suggeriscono i molti francesismi presenti.